# Rabia al-Alawi
Al-Mandhar Rabia Said al-Alawi (arabisch المنذر ربيع العلوي, DMG al-Munḏir Rabīʿ al-ʿAlawī; * 31. März 1995 in Bani Bu Ali) ist ein omanischer Fußballspieler.

## Karriere

### Klub
In der Saison 2016/17 spielte er für den Sur SC und lief in der nächsten Spielzeit für den Oman Club auf. Ab der Saison 2018/19 war er für den Dhofar SCSC aktiv. Seit der Spielzeit 2021/22 steht er bei al-Seeb unter Vertrag.

### Nationalmannschaft
Mit der U19 des Oman nahm er an der U19-Asienmeisterschaft 2014 teil. Später kam er bei der U23-Asienmeisterschaft 2018 zum Einsatz. Seinen ersten Einsatz für die A-Nationalmannschaft bekam er bei einem 0:0-Freundschaftsspiel gegen den Libanon, über die volle Distanz. Seitdem bekam er unter anderem Einsätze beim Golfpokal 2019 und stand im Kader des FIFA-Arabien-Pokals 2021.